# Fiduciaire (métier)
 (février 2023).
Si vous disposez d'ouvrages ou d'articles de référence ou si vous connaissez des sites web de qualité traitant du thème abordé ici, merci de compléter l'article en donnant les références utiles à sa vérifiabilité et en les liant à la section « Notes et références ».
En Suisse, un agent fiduciaire est une personne morale ou physique mandatée pour agir en nom et place d'un mandant en fonction de la portée du mandat.

## Mandats de la fiduciaire
Le mandat de fiduciaire peut comprendre : la domiciliation d'entreprises ou de personnes, la révision des comptes, l'établissement de fiches de salaires, la comptabilité, certaines tâches administratives, l'ouverture, la gestion ou la fermeture de comptes bancaires, des révisions ou des audits, les déclarations fiscales, gestion des ressources humaines ou tout autre mandat qu'une personne souhaite confier à un tiers.
La plupart des bureaux fiduciaires se limitent à la gestion quotidienne et administrative de leurs clients.
Certains mandats, comme celui d'expert comptable ou de Réviseur, ne sont reconnus que si la personne mandatée est diplômée d’une école reconnue par l’État. Dans une grande majorité de pays, il existe des fiduciaires ou assimilées.
Il est possible de mandater certaines fiduciaires afin de vérifier la conformité à la loi sur le blanchiment d'argent (LBA).